# Joseph Anton Fischer
Pour les articles homonymes, voir Joseph Fischer et Fischer.
Joseph Anton Fischer, né le 28 février 1814 à Oberstdorf et mort le 20 mars 1859 à Munich, est un peintre allemand.

## Biographie
Joseph Anton Fischer naît le 28 février 1814 à Oberstdorf.
Après avoir été vacher, il peut, avec l'aide de Ch. Schraudolf, entrer à l'Académie de Munich avec Joseph Schlotthauer et visiter l'Italie en 1832 et 1843. Pendant ce temps, il exécute sous la direction d'Heinrich Maria von Hess des cartons pour la peinture sur verre du Auerkirche et en peint huit autres de 1844 à 1848 pour la cathédrale de Cologne. Des dessins à la plume sont dispersés dans différentes collections, particulièrement à Munich. Parmi ses peintures à l'huile, la galerie de cette ville possède : La fuite en Égypte (1841), L'Adoration des mages (1844), La Visitation (1845), L'ensevelissement (1848).
Joseph Anton Fischer meurt le 20 mars 1859 à Munich.